# 沙布拉克
沙布拉克（法語：Chabrac，法語發音：[ʃabʁak]）是法国夏朗德省的一个市镇，属于孔福朗区。

## 地理
沙布拉克（45°55'58"N, 0°44'19"E）面积22.4 平方千米，位于法国新阿基坦大区夏朗德省，该省份为法国西部内陆省份，北起德塞夫勒省和维埃纳省，东临上维埃纳省，东南至多尔多涅省，南至多爾多涅省，西接滨海夏朗德省。
与沙布拉克接壤的市镇（或旧市镇、城区）包括：希拉克、埃塔尼亞克、圣莫里斯德利永、索尔贡。

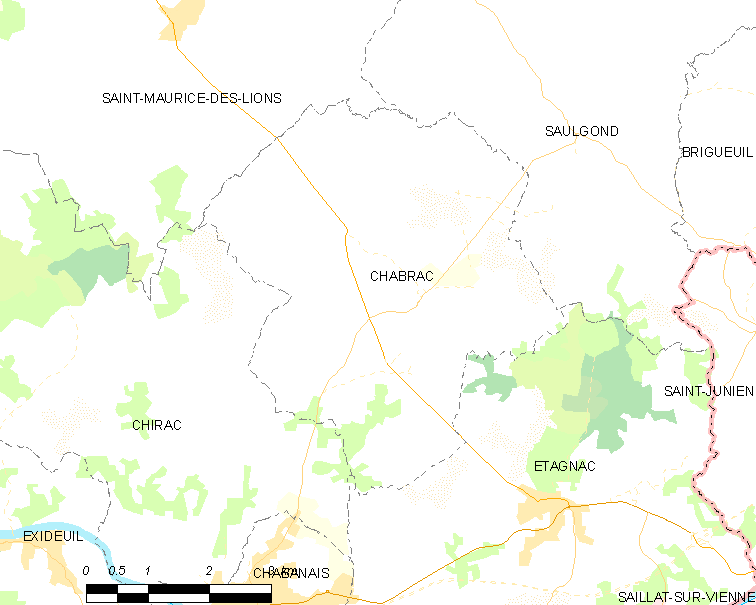
沙布拉克的OSM定位图

沙布拉克的时区为UTC+01:00、UTC+02:00（夏令时）。

## 行政
沙布拉克的邮政编码为16150，INSEE市镇编码为16071。

## 政治
沙布拉克所属的省级选区为夏朗德-维埃纳县。

## 人口

1962-2008年间沙布拉克人口变化图示

沙布拉克于2022年1月1日时的人口数量为614人。